# 宣武新村

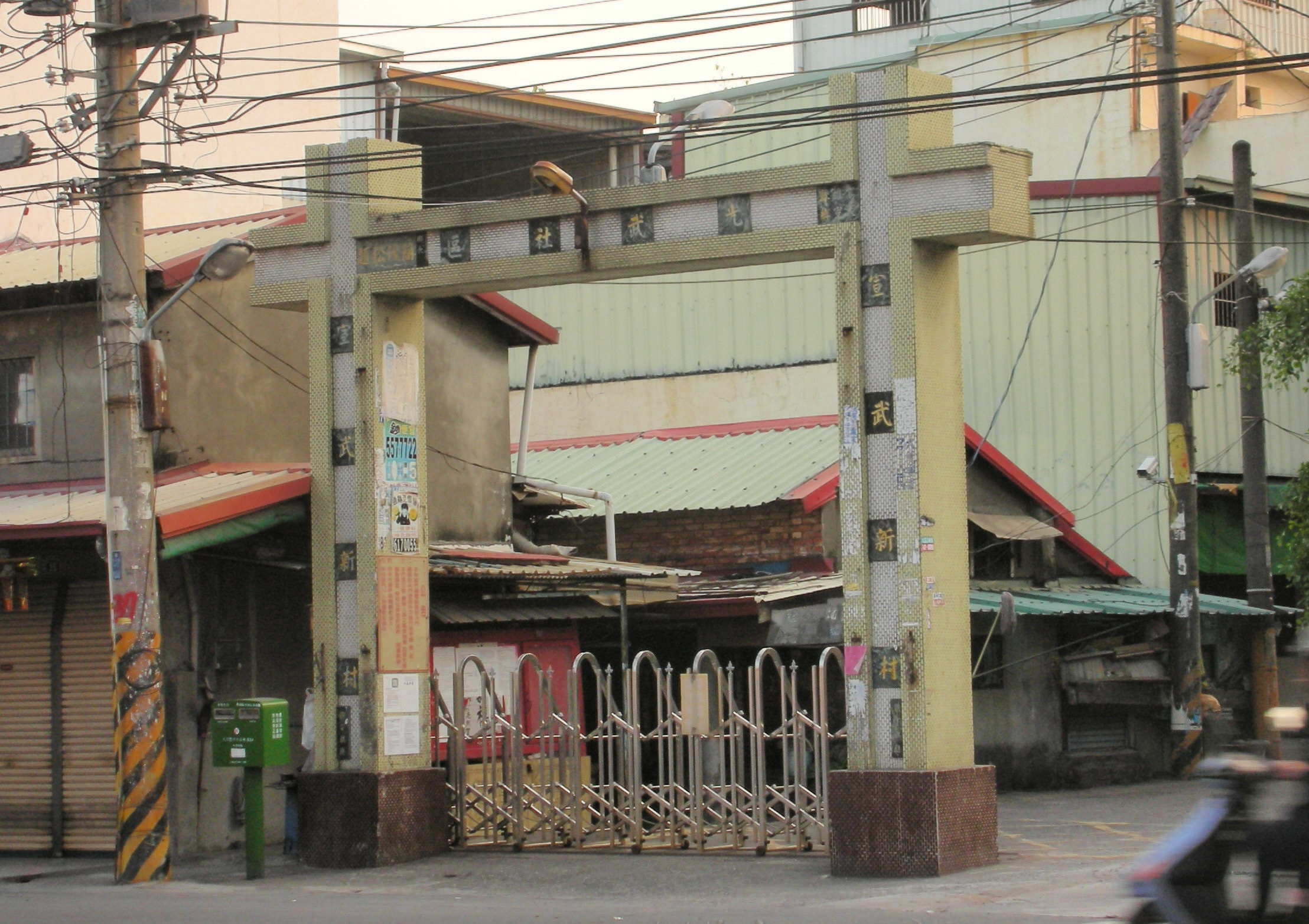
宣武新村大門（2012年）

宣武新村是位於臺灣高雄市大寮區的眷村，行政區域屬光武里，附近尚有台貿六村、民生新村、嘉新新村等眷村。1949年國民政府遷台後，大批軍眷進入鳳山地區，後因原鳳山地區眷村不敷使用，遂於1965年由蔣宋美齡號召而發起捐款，並由國防部負責計畫施工，將大寮龜子山區的灌溉水池填平，並陸續興建數座眷村；宣武新村即為其中之一。
眷村大門緊臨鳳林四路（台25線），可通往鳳山、林園等地，附近有忠義國小、聯勤托兒所供眷村學齡子女就學。期間眷村建物曾多次改建，1986年起，政府全面推行「國軍老舊眷村八年四期重建遷建計畫」，後高雄縣政府對大寮地區眷村進行改建遷移作業，如今大部分居民均已遷至鳳山建國國宅或居民以補助購買市場成屋的方式遷移。目前眷村連同周邊五十公頃的土地於2014年5月間已被高市府核定都市計畫市地重劃區，涵蓋了忠義里、光武里眷村及其周邊國產署、軍備局土地。